# Soufiane Djilali
Pour les articles homonymes, voir Djilali.
Soufiane Djilali, né le 16 septembre 1958 à Blida, est un homme politique algérien.
Secrétaire général du Parti du renouveau algérien, il crée son propre parti Jil Jadid (« Nouvelle génération ») en 2012. Il se déclare, le 2 novembre 2013, candidat à l'élection présidentielle de 2014,. Le 1er mars 2014, il annule sa participation après la décision du président sortant de se représenter pour un 4e mandat.

## Biographie
Troisième de quatre enfants, il est issu d’une ancienne famille algéroise, les Djilali. Son oncle est le théologien et historien algérien Abderrahmane Djilali. Il a grandi à El Anasser (ex-Ruisseau) à Alger où il fréquente durant son enfance l’école primaire du Mirabeau du Ruisseau, puis le lycée El Thaalibya à Hussein Dey. Il termine son cycle secondaire au lycée El Idrissi du Champ de Manœuvres.
Il pratique durant son adolescence les sports équestres (le saut d'obstacles) : il est champion d’Algérie en 1975 et du Maghreb à Tunis en 1978[réf. nécessaire].
Il obtient son diplôme de docteur vétérinaire en 1982 à l'université d'Alger, et poursuit son doctorat en science vétérinaire à l’université Pierre-et-Marie-Curie, en relation avec l’Institut Pasteur de Paris. Durant ses études en France, il publie des articles de vulgarisation en tant que journaliste scientifique, dans, La Semaine vétérinaire. Il a aussi publié ses travaux de recherche dans des revues scientifiques en relation avec la biologie d’un rétrovirus, ses modes de réplication, les cellules-cibles ainsi que la mise au point de la production et la caractérisation des anticorps monoclonaux pour la définition de catégories lymphocytaires T du système immunitaire[réf. souhaitée].

### Carrière politique
Soufiane Djilali commence son parcours politique en août 1989. Il s’engage au Parti du renouveau algérien (PRA). À cette époque, l’Algérie s’est vue aspirer dans le tourbillon de la crise. Il abandonne alors l’université et se consacre dès juin 1990 au secrétariat général du parti. En 1991 et 1997, il se présente aux élections législatives et locales. En 1995, il est désigné directeur de la campagne présidentielle pour le candidat du PRA.
En mars 1996, et après l'élection du président Liamine Zéroual en 1995, Soufiane Djilali est nommé au Conseil national de transition.
En mai 1999, à la suite d'un désaccord avec le président du PRA, Nourddine Boukrouh, il démissionne du parti avec plusieurs dizaines de cadres, dont Zoheir Rouis, pour ne pas cautionner le rapprochement avec le président Abdelaziz Bouteflika.
En 2000, il fonde le Mouvement pour les libertés et le développement, mais le ministère de l’Intérieur refusa de lui octroyer l’agrément.
En 2001, il fonde avec des personnalités de divers horizons, le parti politique El Badil, mais encore une fois, le pouvoir refusa l’octroi des autorisations nécessaires pour organiser le Congrès.
En 2004, Soufiane Djilali devient membre de la direction de campagne du candidat Ali Benflis aux élections présidentielles . Et en 2009, il anime un site internet, « forum-democratique.com,».
Le champ politique étant fermé, il se consacra à l’écriture et à la publication de contributions dans des quotidiens nationaux. Ses textes les plus importants sont regroupés et publiés sous forme d’ouvrages.

#### Le Parti Jil Jadid («Nouvelle Génération»)
Sous l’effet de la pression du printemps arabe, le pouvoir rouvre le champ politique. Soufiane Djilali en profite pour réactiver dès la fin de l'année 2010, son réseau d’amis politiques, dont Smail Saidani et Zoheir Rouis et entame la préparation de la fondation d’un nouveau parti politique dénommé Jil Jadid. La réunion fondatrice s’est déroulée dans un “ hangar ” à Mektaa Kheira (Koléa, W de Tipaza) le 11 mars 2011.
Le 13 avril 2011, la création du parti était rendue publique. Jil Jadid organise son congrès constitutif le 3 mars 2012 et élit Soufiane Djilali en tant que président.
Le 30 mars 2013, il lance, avec l'ancien chef de gouvernement Ahmed Benbitour et Ahmed Mechati, un appel pour une alliance stratégique entre les forces du changement pour dire non à un quatrième mandat du président Bouteflika, non à l’allongement de son mandat, non à la révision de la Constitution et non à la manipulation des résultats des élections présidentielles,.
Le 27 septembre 2013, il est désigné par son parti Jil Jadid  pour se porter candidat à l'élection présidentielle de 2014, avant d'annuler sa participation à la suite de la présentation de la candidature de Abdelaziz Bouteflika pour un quatrième mandat.
Soufiane Djilali participe au lancement le 10 juin 2014 à Zéralda de la Coordination nationale pour les libertés et la transition démocratique (CNLTD), une alliance large de partis politiques islamistes, laïcs, berbères et nationalistes qui appelle à une transition démocratique,. En 2016 lors du retrait de Jil Jadid de la CNLTD, Soufiane Djilali le justifie par des rapprochements de la CNLTD avec le système de pouvoir.
Le 25 février 2017, à l'occasion du 1er congrès ordinaire de Jil Jadid, Soufiane Djilali sera élu président du parti, mandat renouvelé le 25 juin 2022, lors de son 2ème congrès ordinaire.

#### MouvementMouwatana
Le 26 mai 2018, Soufiane Djilali, avec plusieurs acteurs politiques et de la société civile demande publiquement à M. Bouteflika de ne pas se présenter à un 5ème mandat et le 10 juin, il annonce, avec plusieurs partis, associations et militants de la société civile et des droits de l’homme, la création d’un mouvement citoyen « Démocratie-Citoyenneté », « Mouwatana » (citoyenneté) destiné à « hâter le départ du régime et à préparer les véritables conditions d’une transition politique pacifique » et contre le 5e mandat d'Abdelaziz Bouteflika,. Mouwatana a organisé dans plusieurs villes des sorties destinées à briser le mur de la peur et proposé le 13 octobre une feuille de route destinée à sortir le pays de la crise.

#### Hirak
En décembre 2019, Soufiane Djilali annonce le rejet de Jil Jadid de l’élection présidentielle du 12 décembre 2019 en raison de l’absence de garanties de transparence, de refus de tout dialogue avec l’opposition et de rejet de ses préalables.
Le 14 janvier 2020, il est reçu par le président de la République, Abdelmadjid Tebboune dans le cadre d'un dialogue politique.  Jil Jadid  a demandé la libérations de prisonniers en évoquant : « Karim Tabou, Fodhil Boumala, Samir Belarbi et Abdelwahab Fersaoui, ainsi que tout autre détenu du Hirak »,. Lors de cette entrevue, Soufiane Djilali demande une ouverture des médias et la libération de « l’ensemble des détenus d’opinion, en citant les cas de Karim Tabbou, Fodhil Boumala, Samir Belarbi et Abdelwahab Fersaoui, ainsi que tout autre détenu du Hirak », et auquel lui répond le président qu’« il suivait de près ces questions et que le processus judiciaire en cours permettra une libération rapide de celles et ceux qui sont en détention pour raison d’opinion».

## Publications
- Que veut le PRA ? : histoire d'une démocratie refusée, 1993.

- L’Algérie : une nation en chantier 2002 et  L’Algérie en question 2010.

- Soufiane Djilali, La société algérienne, choc de la modernité, crise des valeurs et des croyances., Blida, Jil Jadid Editions, 2017, 206 pages (ISBN 9789931938705)

- Soufiane Djilali, La modernité, Genèse et destin de la civilisation occidentale contemporaine, Alger, Les Presses du Chelif, 2024, 287 p. (ISBN 978-9931-859-23-9)